# Higham (Lancashire)
Higham – wieś w Anglii, w hrabstwie Lancashire, w dystrykcie Pendle. Leży 40 km na północ od miasta Manchester i 296 km na północny zachód od Londynu.